# Sydmarkmus
Sydmarkmusen (Microtus arvalis) er en gnaver i gruppen studsmus. Den er nært beslægtet med markmusen (Microtus agrestis) som den ligner meget. Sydmarkmusen kendes bl.a. på den lysere pels og de mere korthårede ører. Desuden er der sædvanligvis forskel i tandsættet hos de to arter. Sydmarkmusen er en af Centraleuropas almindeligste gnavere og er udbredt fra Frankrig, Holland og Belgien i et bredt bælte tværs over Europa og Asien. I Danmark findes den kun i Jylland syd for Limfjorden.